# 魏郡
魏郡，是中国古代西汉至唐朝期间的一个郡级行政区划，最大范围包括今天河北省南部邯郸市以南，以及河南省北部安阳市一带，其中心在邺城（今河北邯郸临漳县西）。三國初期時魏郡分置為三。

## 魏郡
战国初期，本郡大部分土地属于卫国，可能一度屬於魏國，後又被赵国吞并。秦朝时属于邯郸郡、河内郡管辖。
西汉時，汉高祖置魏郡，辖县18，包括魏縣。因相傳前430年，魏文侯曾經由安邑遷都至魏縣，於是以「魏」為名。
王莽时称魏城。东汉辖15县，郡治都在邺县，属于冀州。户二十一万二千八百四十九，口九十万九千六百五十五。下辖邺县、馆陶县、斥丘县、沙县、内黄县、清渊县、魏縣、繁阳县、元城縣、梁期县、黎阳县、即裴侯国、武始县、邯会侯国、阴安县、平恩侯国、邯沟侯国、武安县。
东汉末年三国时期，曹操击败袁绍后以邺为据点，此后被封为魏公、魏王。建安十七年（212年）分魏郡置東、西部都尉。建安十八年（213年）割河內郡蕩陰、朝歌、林慮3縣，東郡衛國、頓丘、東武陽、發干4縣，鉅鹿郡廮陶、曲周、南和3縣，安平郡任城縣，趙郡的襄國、邯鄲、易陽3縣共計14縣入魏郡，魏郡轄縣增至29縣。其子曹丕以魏代汉，建立了曹魏。此后，魏郡北部被划归广平郡，黃初二年（221年）以後與廣平郡、陽平郡合稱「三魏」。西晋时统8县，仍治邺。
北周静帝大象三年（580年），邺城被时任宰相的杨坚拆除，后魏郡的郡治南迁到了安阳县（今安阳市市区），统县11。唐朝时，原魏郡成为相州，包括原邺及安阳等地都归属于相州，并在原邺城旧址重建邺城，在东部另建的魏州已经不再是汉晋时代的魏郡所在。天宝元年（742年）改魏州为魏郡，下辖贵乡县、魏县、昌乐县、莘县、临黄县、顿丘县、馆陶县、冠氏县、朝城县、元城县，乾元元年（758年）改魏郡为魏州。

## 魏郡東部都尉(陽平郡)
曹魏黃初二年（221年）以魏郡東部都尉置陽平郡，西晉因之，均治館陶縣（今山東冠縣東古城鎮）。

## 魏郡西部都尉(廣平郡)
西漢征和二年（前91年）時置，時稱平干國，五鳳二年（前56年）改稱廣平國，東漢建武年間省，轄有16縣。曹魏黃初二年（221年）以魏郡西部都尉復置廣平郡，西晉因之，均治廣平縣（今河北省雞澤縣東二十里）。晉室衣冠南渡後置僑郡於襄陽（今湖北省光化縣北），劉宋、南齊因之，梁朝侯景之乱后废。北魏時移郡治曲梁（今河北省邯郸市永年区），北周時屬洺州，隋文帝廢郡存州，隋煬帝時又改州為武安郡，唐朝復置洺州，後改為廣平郡，不久復為洺州，宋朝為洺州廣平郡，元朝為廣平路，明朝為廣平府。

## 行政長官

### 魏郡太守（－9年）
- 京房，字君明，東郡頓丘人，汉元帝建昭二年（前37年）棄市。[3]

### 魏成大尹（9年－23年）
- 李焉，新朝始建國地皇二年（21年）下獄死。[4]

### 魏郡太守（23年－319年）
- 陳康，汉更始帝更始二年（24年）降於劉秀。[5]
- 銚期，字次況，潁川郟人，汉光武帝建武元年（25年）至五年（29年）在任。[6]
- 范橫，汉光武帝建武中在任。[7]
- 馮魴，字孝孫，南陽湖陽人，汉光武帝建武十三年（37年）至二十七年（51年）在任。[8]
- 韋彪，字孟達，右扶風平陵人，汉明帝永平中在任。[7]
- 張酺，字孟侯，汝南細陽人，汉和帝永元元年（89年）出任。[9]
- 竇瑰，右扶風平陵人，汉和帝永元中在任。[10]
- 徐防，字謁卿，沛國銍人，汉和帝永元十年（98年）離任。[11]
- 黃香，字文彊，江夏安陸人，汉殤帝延平元年（106年）出任。[12]
- 黃瓊，字世英，江夏安陸人，汉順帝到汉桓帝時在任。[13]
- 爰延，字季平，陳留外黃人，汉桓帝時在任。[14]
- 陳球，字伯真，下邳淮浦人，汉桓帝時在任。[15]
- 栗攀，汉獻帝初平三年（192年）為兵所害。[16]
- 董昭，字公仁，濟陰定陶人，汉獻帝初平三年（192年）領，建安五年（200年）到九年（204年）遙領。[16]
- 高蕃，由袁尚任命。[17]
- 袁春卿，汝南汝陽人，由袁尚任命，汉獻帝建安九年（204年）降於曹操。[16]
- 徐奕，字季才，東莞人，汉獻帝建安中在任。[18]
- 涼茂，字伯方，山陽昌邑人，汉獻帝建安中在任。[19]
- 國淵，字子尼，樂安蓋人，汉獻帝建安中在任。[19]
- 王脩，字叔治，北海營陵人，汉獻帝建安中在任。[19]
- 王郎，字景興，東海郯人，汉獻帝建安十八年（213年）以軍祭酒領。[20]
- 陳矯，字季弼，廣陵東陽人，汉獻帝建安中在任。[21]
- 徐宣，字寶堅，廣陵海西人，汉獻帝建安中在任。[21]
- 賈逵，字梁道，河東襄陵人，汉獻帝延康元年（220年）在任。[22]
- 溫恢，字曼基，太原祁人，魏文帝黃初中在任。[22]
- 鄭渾，字文公，河南開封人，魏明帝時在任。[23]
- 吳瓘，陳國人。[23]
- 鍾毓，字稚叔，潁川長社人，魏齊王嘉平元年（249年）離任。[20]
- 馮紞，字少冑，安平人。[24]
- 何遵，字思祖，陳國陽夏人，晉武帝太康中在任。[25]
- 庾純，字謀甫，不之官。[26]
- 羊祉，泰山南城人。[27]
- 司馬騰，字元邁，河內溫人，晉惠帝時在任。[28]
- 解結，字叔連，濟南著人，晉惠帝時在任。[29]
- 繆胤，字休祖，蘭陵人，晉惠帝永興元年（304年）出奔。[29]
- 盧志，字子道，范陽涿人，晉惠帝光熙元年（306年）拜，未之郡。[30]
- 劉輿，字慶孫，中山魏昌人，晉惠帝光熙元年（306年）在任。[31]
- 馮嵩，晉懷帝永嘉元年（307年）為汲桑所敗，鄴城陷。[32]
- 王粹，弘農湖人，晉懷帝永嘉二年（308年）為石勒所敗，死之。[32]
- 劉矩，晉懷帝永嘉三年（309年）以郡降于石勒。[33]
- 劉演，字始仁，中山魏昌人，晉懷帝永嘉六年（312年）出任，晉愍帝建興元年（313年）為石勒所敗，出奔。[34]
- 桃豹，漢昭武帝嘉平三年（313年）出任。[34]
- 胡矩，晉愍帝建興元年（313年）由王浚任命。[24]
- 石虎，漢昭武帝時在任。[33]

### 魏尹（357年－370年）
- 慕容德，字玄明，昌黎棘城人，前燕建熙八年（367年）前後在任。[35]

### 魏郡太守（370年－534年）
- 韋鐘，京兆人，前秦建元六年（370年）到七年（371年）在任。[36]
- 齊涉，范陽安次人，後燕時在任。[37]
- 晁繼，遼東襄平人，北魏初在任。[38]
- 寇讚，字奉國，上谷人，北魏明元帝泰常中在任。[39]
- 房法壽，小名烏頭，清河繹幕人，北魏獻文帝時在任。[40]
- 袁濟，陳郡陽夏人，北魏孝文帝時在任。[41]
- 高嵩，字崑崙，遼東新昌人。[42]
- 路景略，陽平清淵人。[43]
- 游肇，字伯始，廣平任人，北魏宣武帝太和二十三年（499年）離任。[44]
- 刁遵，字奉國，勃海饒安人，北魏宣武帝景明中在任。[41]
- 鄭敬賓，滎陽開封人。[45]
- 高月光，章武人。[38]
- 宋穎，字文賢，廣平列人人，北魏孝明帝時在任。[46]
- 李孝怡，字悦宗，赵郡平棘人，北魏孝明帝正光元年（520年）前後在任。[47]

### 魏尹（534年－560年代）
- 李諧，字虔和，頓丘人，東魏孝靜帝初徵，未之官。[48]
- 陸希質，字幼成，代人，東魏孝靜帝天平中在任。[49]
- 源子恭，字靈順，東魏孝靜帝天平三年（536年）出任。[50]
- 許惇，字季良，高陽新城人，東魏孝靜帝時在任。[51]
- 魏收，字伯起，鉅鹿下曲陽人，北齊文宣帝天保四年（553年）除，不知郡事。[52]
- 封繪，字仲藻，勃海蓨人，北齊文宣帝天保九年（558年）行魏尹事，北齊廢帝乾明元年（560年）正除，北齊武成帝大寧二年（562年）離任。[53]
- 高子瑗，勃海蓨人。[54]

### 清都尹（560年代－577年）
- 魏收，字伯起，鉅鹿下曲陽人，北齊武成帝河清三年（564年）出任。[52]
- 段孝言，武威姑臧人。[55]
- 高思宗，上洛王，勃海蓨人。[56]
- 高紹義，范陽王，勃海蓨人。[57]
- 高彥理，汝南王，勃海蓨人。[57]
- 高仁光，淮南王，勃海蓨人。[57]

### 魏郡守（577年－583年）
- 韋藝，字世文，京兆杜陵人，北周靜帝大象二年（580年）棄郡南走。[58]
- 杜彥，雲中人，北周末在任。[59]

### 魏郡太守（607年－618年）
- 衛玄，字文昇，河南洛陽人，隋煬帝大業中在任。[60]

### 魏郡太守（742年－758年）
- 盧見義，唐玄宗天寶初任。[61]
- 苗晉卿，上黨壺關人，唐玄宗天寶三載（744年）至六載（747年）在任。[61]
- 王象，太原人，唐玄宗天寶中在任。[61]
- 吉溫，河南河南人，唐玄宗天寶十一載（752年）離任。[61]
- 李峴，唐玄宗天寶十二載（753年）前後在任。[61]
- 司馬垂，河內溫人，唐玄宗天寶十四載（755年）前後在任。[61]
- 袁知泰，唐玄宗天寶十四載（755年）由安祿山任命。[61]
- 李光弼，柳城人，唐肅宗至德元載（756年）在任。[61]
- 蕭華，蘭陵人，唐肅宗至德元載（756年）到乾元元年（758年）在任。[61]

### 魏郡太守（僑郡，338年－）
- 王恬，字敬豫，琅邪臨沂人，晉成帝時在任。[62]
- 毛安之，字仲祖，滎陽陽武人，晉簡文帝咸安元年（371年）前後在任。[63]
- 滕恬之，南陽西鄂人，戍黎陽，為翟遼所執，死之。[64]
- 趙牙，晉孝武帝時在任。[65]
- 韋肅，字道壽，京兆杜陵人，南朝宋初在任。[66]
- 劉義欣，彭城人，宋文帝元嘉三年（426年）離任。[67]
- 傅乾愛，清河人，宋孝武帝時帶。[68]
- 張讜，字處言，清河東武城人，宋孝武帝時帶。[69]